# أندي هامبستن
أندي هامبستن (بالإنجليزية: Andrew Hampsten) مواليد 7 أبريل 1962 في كولومبوس، أوهايو، الولايات المتحدة، هو دراج أمريكي سابق.

## سباقات أو مراحل فاز بها
- طواف فرنسا
- طواف سويسرا
- طواف إيطاليا

## روابط خارجية
- أندي هامبستن على موقع أرشيف الدراجات (الإنجليزية)
- أندي هامبستن على موقع إحصائيات الدراجات الإحترافية (الإنجليزية)
- أندي هامبستن على موقع CycleBase (الإنجليزية)
- Hampsten Cycles